# 二甘醇酸
二甘醇酸是一种有机化合物，化学式为C4H6O5，它可由浓硝酸氧化二甘醇制得：
或通过氯乙酸和氢氧化钠溶液加热得到：
它可用作配体。